# 32109 Brucksyal
32109 Brucksyal è un asteroide della fascia principale. Scoperto nel 2000, presenta un'orbita caratterizzata da un semiasse maggiore pari a 2,419889 UA e da un'eccentricità di 0,172267, inclinata di 4,518611° rispetto all'eclittica. Ha un diametro di 4,739 km.